# Thermoniphas leucocyanae
Thermoniphas leucocyanae är en fjärilsart som beskrevs av Clench 1961. Thermoniphas leucocyanae ingår i släktet Thermoniphas och familjen juvelvingar. Inga underarter finns listade i Catalogue of Life.